# Paratropis scruposa
Espèce
Paratropis scruposa est une espèce d'araignées mygalomorphes de la famille des Paratropididae.

## Distribution
Cette espèce est endémique de la région de Loreto au Pérou,. Elle se rencontre vers Pebas.

## Description
La carapace de la femelle paratype mesure 6,8 mm de long sur 5,9 mm et l'abdomen 7,5 mm de long sur 4,2 mm.

## Systématique et taxinomie
Cette espèce a été décrite par Simon en 1889.

## Publication originale
- Simon, 1889 : « Arachnides. Voyage de M. E. Simon au Venezuela (décembre 1887-avril 1888). 4e Mémoire. » Annales de la Société Entomologique de France, sér. 6, vol. 9, p. 169-220 (texte intégral).